# Osvaldo Bailo
Osvaldo Bailo (Serravalle Scrivia, 12 de septiembre de 1912 - Serravalle Scrivia, 28 de febrero de 1997) fue un ciclista italiano, que fue profesional entre 1934 y 1949. En su palmarés destacan algunas semiclàssiques italianas, como lo Giro de Emilia o lo Giro del Lacio y el hecho de llevar la maglia rosa durante dos etapas al Giro de Italia de 1940.

## Palmarés
- 1934
  - 1.º en la Alessandria-Fegino
- 1935
  - Vencedor de una etapa del Gran Premio Journal de Niza
- 1937
  - 1.º en el Giro de la Romagna
  - 1.º en la Coppa Guttalin
- 1938
  - 1.º en la Coppa Zucchi
  - 1.º en el Trofeo del Imperio
- 1940
  - 1.º en el Giro de Emilia
- 1941
  - Campeón de Italia independiente 
  - 1.º en el Giro de las Marcas
  - 1.º en el Gran Premio de Ancona
- 1942
  - 1.º en el Giro del Lacio
  - 1.º en el Circuito del Lacio
- 1946
  - 1.º en la Coppa Bernocchi
  - 1.º en el Tour norteño-oeste

### Resultados al Giro de Italia
- 1934. Abandona (3.ª etapa)
- 1935. Abandona (9.ª etapa)
- 1936. Abandona (6.ª etapa)
- 1938. Abandona (3.ª etapa)
- 1940. Abandona (8.ª etapa).. Llevó la maglia rosa durante 2 etapas